# Primera División de España 1947-48
La temporada 1947/1948 de Primera División de España corresponde a la decimoséptima edición del campeonato. Se disputó entre el 21 de septiembre de 1947 y el 11 de abril de 1948.
El CF Barcelona logró su tercera liga.

## Equipos participantes
Esta temporada participaron 14 equipos:
| Equipo                      | Ciudad        | Estadio                   |
| --------------------------- | ------------- | ------------------------- |
| Club Deportivo Alcoyano     | Alcoy         | El Collao                 |
| Atlético de Bilbao          | Bilbao        | San Mamés                 |
| Club Atlético de Madrid     | Madrid        | Metropolitano             |
| Club de Fútbol Barcelona    | Barcelona     | Las Corts                 |
| Real Club Celta             | Vigo          | Balaidos                  |
| Real Club Deportivo Español | Barcelona     | Sarriá                    |
| Real Gijón                  | Gijón         | El Molinón                |
| Club Gimnástico             | Tarragona     | Avenida de Cataluña       |
| Real Oviedo                 | Oviedo        | Buenavista                |
| Real Madrid Club de Fútbol  | Madrid        | Metropolitano y Chamartín |
| Real Sociedad de Fútbol     | San Sebastián | Atocha                    |
| Centro de Deportes Sabadell | Sabadell      | Cruz Alta                 |
| Sevilla Club de Fútbol      | Sevilla       | Nervión                   |
| Valencia Club de Fútbol     | Valencia      | Mestalla                  |

El Real Madrid inauguró a mitad de temporada el nuevo Estadio de Chamartín.

## Sistema de competición
El torneo estuvo organizado por la Federación Española de Fútbol.
Como en la temporada anterior, tomaron parte 14 equipos de toda la geografía española, encuadrados en un grupo único. Siguiendo un sistema de liga, se enfrentaron todos contra todos en dos ocasiones -una en campo propio y otra en campo contrario- durante un total de 26 jornadas. El orden de los encuentros se decidió por sorteo antes de empezar la competición.
La clasificación se estableció a razón del siguiente sistema de puntuación: dos puntos para el equipo vencedor de un partido, un punto para cada contendiente en caso de empate y cero puntos para el perdedor de un partido. El equipo que más puntos sumó se proclamó campeón de liga.
Este año no hubo promoción de permanencia, de modo que sólo los dos últimos clasificados descendieron directamente a Segunda División, siendo reemplazados la siguiente temporada por el campeón y el subcampeón de esta categoría.

## Clasificación

### Clasificación final
| Pos. | Equipo                  | Pts. | PJ | G  | E | P  | GF | GC | Dif. | Clasificación                     |
| ---- | ----------------------- | ---- | -- | -- | - | -- | -- | -- | ---- | --------------------------------- |
| 1    | C. F. Barcelona (C)     | 37   | 26 | 15 | 7 | 4  | 65 | 31 | +34  | Doblete de Liga y Copa Eva Duarte |
| 2    | Valencia C. F.          | 34   | 26 | 15 | 4 | 7  | 59 | 34 | +25  |                                   |
| 3    | Atlético de Madrid      | 33   | 26 | 13 | 7 | 6  | 73 | 45 | +28  |                                   |
| 4    | R. C. Celta de Vigo     | 31   | 26 | 14 | 3 | 9  | 59 | 48 | +11  |                                   |
| 5    | Sevilla C. F. (C, O)    | 29   | 26 | 12 | 5 | 9  | 50 | 40 | +10  | Campeón de Copa.                  |
| 6    | Atlético de Bilbao      | 28   | 26 | 12 | 4 | 10 | 56 | 44 | +12  |                                   |
| 7    | Gimnástico de Tarragona | 24   | 26 | 10 | 4 | 12 | 49 | 55 | −6   |                                   |
| 8    | R. C. D. Español        | 24   | 26 | 9  | 6 | 11 | 39 | 47 | −8   |                                   |
| 9    | Real Oviedo C. F.       | 23   | 26 | 9  | 5 | 12 | 49 | 57 | −8   |                                   |
| 10   | C. D. Alcoyano          | 22   | 26 | 9  | 4 | 13 | 40 | 52 | −12  |                                   |
| 11   | Real Madrid C. F.       | 21   | 26 | 7  | 7 | 12 | 41 | 56 | −15  |                                   |
| 12   | C. D. Sabadell C. F.    | 21   | 26 | 9  | 3 | 14 | 41 | 62 | −21  |                                   |
| 13   | Real Sociedad (D)       | 19   | 26 | 8  | 3 | 15 | 38 | 56 | −18  | Descenso a Segunda División       |
| 14   | Real Gijón (D)          | 18   | 26 | 7  | 4 | 15 | 37 | 69 | −32  | Descenso a Segunda División       |

 Fuente: BDFutbol
Criterios de clasificación: Puntos · Diferencia de goles · Goles a favor · Play-off
|                      |
| Campeón CF Barcelona |

### Evolución de la clasificación
| Equipo / Jornada     | 01 | 02 | 03 | 04 | 05 | 06 | 07 | 08 | 09 | 10 | 11 | 12 | 13 | 14 | 15 | 16 | 17 | 18 | 19 | 20 | 21 | 22 | 23 | 24 | 25 | 26 |
| -------------------- | -- | -- | -- | -- | -- | -- | -- | -- | -- | -- | -- | -- | -- | -- | -- | -- | -- | -- | -- | -- | -- | -- | -- | -- | -- | -- |
| CF Barcelona         | 3  | 3  | 4  | 4  | 4  | 4  | 4  | 3  | 4  | 3  | 3  | 4  | 5  | 5  | 5  | 4  | 3  | 2  | 4  | 2  | 2  | 2  | 2  | 2  | 1  | 1  |
| Valencia CF          | 2  | 2  | 5  | 3  | 3  | 2  | 1  | 1  | 1  | 2  | 2  | 1  | 1  | 1  | 1  | 1  | 1  | 1  | 1  | 1  | 1  | 1  | 1  | 1  | 2  | 2  |
| Atlético de Madrid   | 9  | 4  | 2  | 5  | 5  | 5  | 5  | 5  | 5  | 5  | 4  | 5  | 3  | 3  | 3  | 2  | 4  | 3  | 2  | 3  | 3  | 3  | 3  | 4  | 3  | 3  |
| Celta de Vigo        | 1  | 1  | 1  | 1  | 1  | 1  | 3  | 2  | 3  | 4  | 5  | 3  | 4  | 6  | 6  | 6  | 6  | 5  | 5  | 4  | 4  | 4  | 4  | 3  | 5  | 4  |
| Sevilla CF           | 10 | 5  | 3  | 2  | 2  | 3  | 2  | 4  | 2  | 1  | 1  | 2  | 2  | 2  | 2  | 3  | 2  | 4  | 3  | 5  | 5  | 5  | 5  | 5  | 4  | 5  |
| Atlético de Bilbao   | 14 | 14 | 10 | 11 | 10 | 11 | 14 | 10 | 7  | 7  | 6  | 6  | 6  | 4  | 4  | 5  | 5  | 6  | 6  | 6  | 6  | 6  | 6  | 6  | 6  | 6  |
| Gimnástico Tarragona | 6  | 7  | 7  | 6  | 7  | 6  | 6  | 6  | 6  | 6  | 7  | 8  | 7  | 10 | 8  | 8  | 10 | 9  | 10 | 9  | 8  | 8  | 9  | 7  | 9  | 7  |
| RCD Español          | 8  | 9  | 13 | 14 | 14 | 13 | 10 | 12 | 11 | 11 | 11 | 11 | 11 | 8  | 9  | 9  | 8  | 8  | 7  | 7  | 7  | 7  | 7  | 8  | 7  | 8  |
| Real Oviedo          | 12 | 13 | 9  | 9  | 13 | 10 | 13 | 9  | 13 | 9  | 10 | 10 | 8  | 9  | 10 | 7  | 7  | 7  | 8  | 8  | 9  | 9  | 8  | 9  | 8  | 9  |
| CD Alcoyano          | 5  | 10 | 14 | 10 | 8  | 8  | 9  | 8  | 10 | 13 | 12 | 14 | 12 | 12 | 12 | 12 | 12 | 10 | 11 | 10 | 10 | 10 | 10 | 10 | 10 | 10 |
| Real Madrid          | 4  | 6  | 6  | 7  | 9  | 7  | 7  | 7  | 8  | 8  | 8  | 7  | 9  | 11 | 11 | 10 | 11 | 12 | 12 | 13 | 11 | 11 | 12 | 11 | 11 | 11 |
| CD Sabadell          | 7  | 12 | 11 | 8  | 11 | 12 | 8  | 11 | 9  | 10 | 9  | 9  | 10 | 7  | 7  | 11 | 9  | 11 | 9  | 11 | 12 | 12 | 13 | 12 | 12 | 12 |
| Real Sociedad        | 13 | 8  | 8  | 12 | 6  | 9  | 11 | 13 | 14 | 12 | 13 | 12 | 13 | 13 | 13 | 14 | 14 | 14 | 14 | 14 | 14 | 13 | 14 | 14 | 14 | 13 |
| Real Gijón           | 11 | 11 | 12 | 13 | 12 | 14 | 12 | 14 | 12 | 14 | 14 | 13 | 14 | 14 | 14 | 13 | 13 | 13 | 13 | 12 | 13 | 14 | 11 | 13 | 13 | 14 |

## Resultados
| Local \ Visitante       | ALC | ATH | ATM | BAR | CEL | ESP | GIJ | GIM | OVI | RMA | RSO | SAB | SEV | VAL |
| ----------------------- | --- | --- | --- | --- | --- | --- | --- | --- | --- | --- | --- | --- | --- | --- |
| C. D. Alcoyano          | —   | 0–4 | 1–0 | 0–2 | 2–0 | 1–0 | 6–1 | 2–1 | 3–1 | 2–1 | 3–1 | 3–0 | 1–1 | 0–2 |
| Atlético de Bilbao      | 6–1 | —   | 0–1 | 3–2 | 5–0 | 1–2 | 0–0 | 7–0 | 5–1 | 3–0 | 1–3 | 3–1 | 2–2 | 2–1 |
| Atlético de Madrid      | 3–2 | 1–1 | —   | 2–2 | 3–1 | 5–2 | 5–3 | 5–2 | 4–0 | 5–0 | 4–3 | 8–0 | 5–3 | 2–2 |
| C. F. Barcelona         | 3–0 | 3–0 | 2–1 | —   | 1–1 | 5–1 | 4–0 | 1–1 | 2–1 | 4–2 | 6–0 | 2–1 | 6–0 | 1–1 |
| R. C. Celta de Vigo     | 2–0 | 5–1 | 4–1 | 3–2 | —   | 4–0 | 3–2 | 5–0 | 4–2 | 4–1 | 2–0 | 2–0 | 1–1 | 5–2 |
| R. C. D. Español        | 2–2 | 1–0 | 2–2 | 2–1 | 2–1 | —   | 5–1 | 1–0 | 3–1 | 2–0 | 2–0 | 2–3 | 0–1 | 1–3 |
| Real Gijón              | 1–1 | 1–2 | 2–7 | 1–4 | 3–1 | 1–1 | —   | 3–2 | 2–1 | 2–0 | 4–1 | 1–2 | 3–1 | 1–4 |
| Gimnástico de Tarragona | 4–3 | 7–1 | 2–1 | 1–2 | 2–2 | 1–0 | 5–0 | —   | 3–0 | 3–3 | 2–0 | 0–1 | 2–0 | 1–0 |
| Real Oviedo C. F.       | 4–3 | 2–2 | 2–2 | 2–2 | 1–2 | 0–0 | 0–0 | 6–2 | —   | 7–1 | 3–0 | 4–2 | 4–0 | 1–0 |
| Real Madrid C. F.       | 2–2 | 5–1 | 1–1 | 1–1 | 1–4 | 3–1 | 0–1 | 1–3 | 2–0 | —   | 3–0 | 4–0 | 2–1 | 1–1 |
| Real Sociedad           | 5–0 | 0–3 | 3–1 | 0–0 | 4–1 | 4–2 | 3–2 | 3–1 | 1–2 | 1–1 | —   | 3–0 | 0–0 | 0–2 |
| C. D. Sabadell          | 3–2 | 0–2 | 1–2 | 2–4 | 2–0 | 3–3 | 5–0 | 2–2 | 1–2 | 1–1 | 4–2 | —   | 3–1 | 3–2 |
| Sevilla C. F.           | 2–0 | 2–1 | 1–1 | 4–0 | 3–1 | 3–1 | 3–1 | 3–1 | 5–1 | 2–3 | 5–0 | 3–0 | —   | 3–0 |
| Valencia C. F.          | 1–0 | 3–0 | 3–1 | 1–3 | 7–1 | 1–1 | 3–1 | 3–1 | 6–1 | 4–2 | 2–1 | 4–1 | 1–0 | —   |

## Máximos goleadores
| #  | Jugador           | Equipo                 | Goles |
| -- | ----------------- | ---------------------- | ----- |
| 1º | Pahiño            | Celta de Vigo          | 21    |
| 2º | César Rodríguez   | CF Barcelona           | 20    |
|    | Francisco Peralta | Gimnàstic de Tarragona | 20    |
|    | Pablo Vidal       | Real Madrid            | 20    |

## Portero menos goleado
- Juan Zambudio Velasco, del FC Barcelona, encajó 31 goles en 26 partidos, obteniendo un promedio de 1,19 goles por partido.